# Maza (obwód wołogodzki)
Maza (ros. Маза) – wieś (dieriewnia) w Rosji, w obwodzie wołogodzkim, w rejonie kadujskim. W 2010 liczyła 232 mieszkańców.